# なかよし文庫
なかよし文庫（なかよしぶんこ）は、講談社から発売されている子供向けの日本の小説レーベル。
講談社の漫画作品のノベライズを取り扱っているKCノベルスでなかよし専門に取り扱っている文庫。

## 概要
2008年3月18日に立ち上げられた。「文庫」と名乗ってはいるが、判型は文庫判ではなく、同じ講談社の児童文学レーベルである青い鳥文庫と同じ新書判を採用している。
また、第1弾が『地獄少女』および『キッチンのお姫さま』のノベライズ版であることから、青い鳥文庫の『なかよし』作品ノベライズ版とも言える。ただし、立ち上げ日に発売されたのは『キッチンのお姫さま』のみであり、『地獄少女』については同年4月4日まで延期された。